# William Seymour
William Seymour fue un representante legislativo estadounidense por Nueva York. Nació en Connecticut aproximadamente en 1780 y luego se trasladó a Windsor, Nueva York aproximadamente en 1793. Dirigió escuelas públicas, estudió Derecho, y comenzó a practicarlo en Binghamton. Retornó a Windsor en 1807 y sirvió como juez de paz. En 1833, con su nombramiento como primer juez de la Corte de Asuntos Comunes de Broome County, volvió a Binghamton. 
Seymour fue elegido como uno de los primeros síndicos del pueblo en 1834. Se desempeñó en el Vigésimo Cuarto Congreso de los Estados Unidos entre el 4 de marzo de 1835 a 3 de marzo de 1837). Volvió a servir como primer juez de la Corte de asuntos comunes en Broome County hasta 1847, cuando reanudó la práctica de su profesión en Binghamton, donde murió el 28 de diciembre de 1848. Fue enterrado en el cementerio de Binghamton.